# Час симфонии
«Час симфонии» (англ. Symphony Hour) — короткометражный мультфильм, созданный Уолтом Диснеем и выпущенный RKO Pictures в 1942 году.
Леонард Малтин назвал этот мультфильм «версией „The Band Concert“ Спайка Джонса».

## Сюжет
Радио-оркестр под управлением Микки Мауса исполняет увертюру «Leichte Kavallerie» Франца фон Зуппе. Спонсору выступления (Пит в роли г-на Сильвестра Макарони) понравились репетиции, и он решает устроить Час Симфонии в театре. Но перед исполнением Гуфи случайно ломает все музыкальные инструменты. Оркестр выступает, используя сломанные инструменты. Сильвестр Макарони злится, услышав, как играет его оркестр. Постепенно оркестр приспосабливается, но Дональд, уставший от хаоса, вызванного разбитыми инструментами, собирает свои вещи и уходит. Микки, который не хочет этого допустить, с помощью пистолета заставляет Дональда вернуться в оркестр. Этой сцены не хватает в некоторых версиях мультфильма. В итоге восторженная публика усыпает Микки цветами. Сильвестр Макарони, увидев это, радостно бежит к Микки Маусу и хвалит его.
В выступлении участвовали Дональд Дак, Кларабель и Гораци Хорсколар. Клару Клак можно увидеть в оркестре во время репетиции, но во время исполнения её нет.

## Факт
После этого мультфильма Микки Маус в течение 5 лет не имел ни одной главной роли (он появляется лишь как второстепенный персонаж в двух мультфильмах о Плуто, выпущенных в эти годы).
Этот мультфильм также был последним появлением Кларабель, Горация Хорсколара и Клары Клак в анимации вплоть до 1983 года (Mickey's Christmas Carol).

## Роли озвучивали
- Кларенс Нэш
- Билли Блэтчер — Сильвестр Макарони (в титрах не указан)

## Мультипликаторы
- Кеннет Мюз
- Лес Кларк
- Берни Вульф
- Эд Лав
- Джон Элиот
- Джордж Де Бисон
- Джек Кэмпбелл
- Джек Мэннинг
- Марвин Вудворд
- Джим Мур

## Награды
Микки Маус получил звезду на аллее славы в Голливуде.